# Alfred-Charles Lenoir
Alfred-Charles Lenoir, född den 12 maj 1850 i Paris, död där den 27 juli 1920, var en fransk skulptör. Han var son till Albert Lenoir.
Lenoir av elev till Albert André Guillaume och Pierre-Jules Cavelier. Bland hans främsta arbeten märks byster av Alphonse de Lamartine, Edmond de Goncourt, Honoré Daumier med flera samt statyer av Hector Berlioz, Pierre Paul Prud'hon med Constance Mayer samt kolossalstatyn La France romane vid Alexander III-bron i Paris.